# Derbe boletophila
Derbe boletophila är en insektsart som beskrevs av Ronald Gordon Fennah 1945. Derbe boletophila ingår i släktet Derbe och familjen Derbidae. Inga underarter finns listade i Catalogue of Life.